# Tennis aux Jeux olympiques de 1904
Pour un article plus général, voir Tennis aux Jeux olympiques d'été.
Les épreuves de tennis aux Jeux olympiques d'été de 1904 de Saint-Louis se déroulent du 29 août au 3 septembre sur des courts en terre battue.
Les femmes, autorisées à concourir à Paris en 1900, se voient interdire l'accès à la compétition.
Tous les médaillés sont Américains, en l'absence officielle des délégations britannique et française.

## Podiums
| Épreuve          | Or                         | Argent                     | Bronze                      | Bronze                 |
| Simple messieurs | Beals Wright               | Robert LeRoy               | Alphonzo Bell               | Edgar Leonard          |
| Double messieurs | Beals Wright Edgar Leonard | Robert LeRoy Alphonzo Bell | Clarence Gamble Arthur Wear | Joseph Wear Allen West |

## Tableau des médailles par pays
| Rang | Pays       | Médaille d'or, Jeux olympiques | Médaille d'argent, Jeux olympiques | Médaille de bronze, Jeux olympiques | Total |
| 1    | États-Unis | 2                              | 2                                  | 4                                   | 8     |